# Károlyfalva

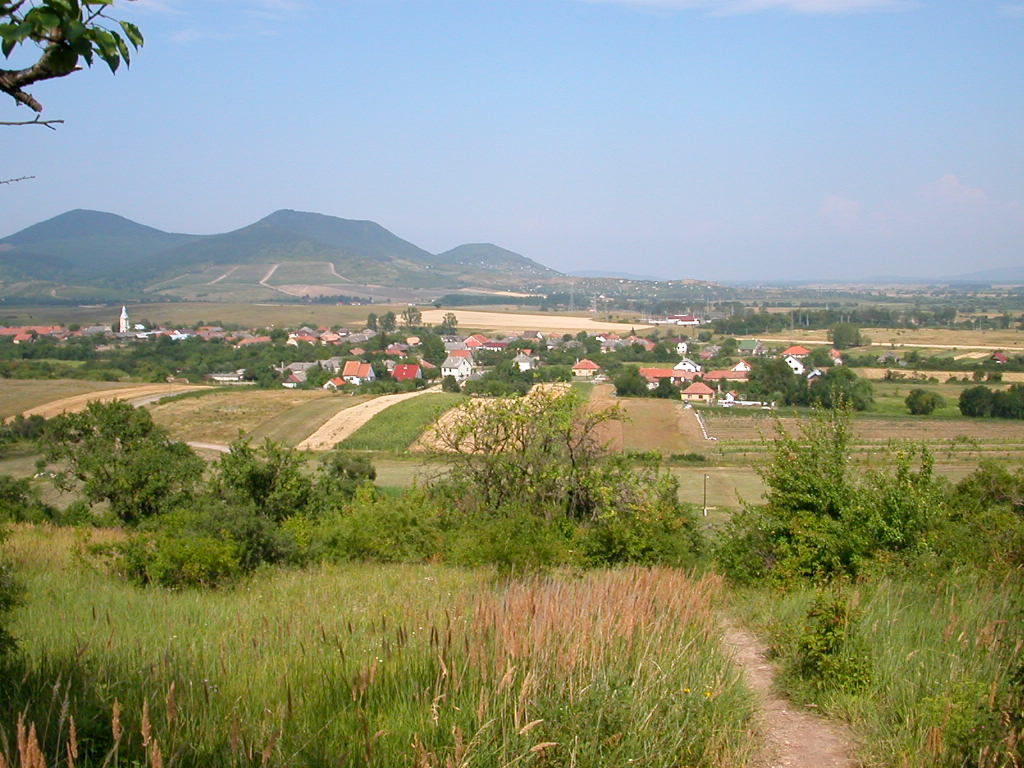
A falu látképe, 2003

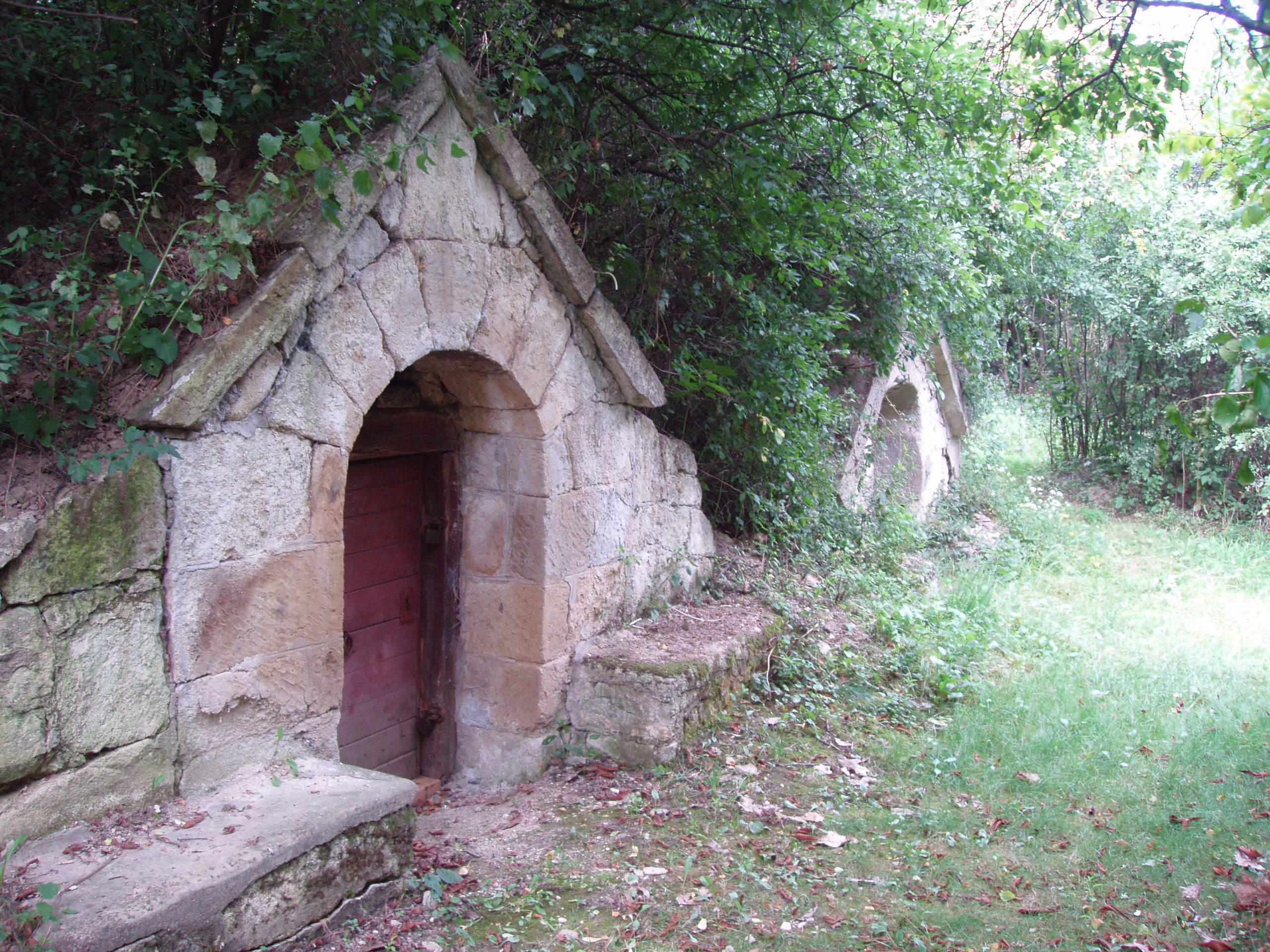
Alsó pincék, részlet, 2011

Károlyfalva (németül Karlsdorf) egykori önálló község, ma Borsod-Abaúj-Zemplén vármegyében. 1985 óta Sátoraljaújhely része.

## Fekvése
A Zempléni-hegység délkeleti lábánál fekszik, a 37-es főút közelében, az abból kiágazó 3718-as út mentén, Sárospatak és Sátoraljaújhely között, utóbbi központjától 6,3 kilométerre délnyugatra.
Közeli települések: Rudabányácska, Végardó, Makkoshotyka, Hercegkút, Sárospatak (amelyhez Végardó is tartozik), Sátoraljaújhely (az anyatelepülés; amelyhez Rudabányácska is tartozik).

## Története
A terület a Rákóczi-birtokokhoz tartozott, s a szabadságharcot követően a királyra szállt. Trautsohn Leopoldus Donatus német herceg  vette meg a 28 településből álló birtokrészt.  A herceg fia, Trautsohn János Vilmos látva a nagy néptelenséget és a munkáskéz hiányát, németországi birtokairól, a Fekete-erdő vidékéről svábokat telepített a területre.
A telepesek három települést alakítottak a környéken: Rátkát, Hercegkutat (eredetileg Trautsondorf) és Károlyfalvát (eredetileg Carolfalve, Karlsdorf – a herceg fiáról elnevezve). A Károlyfalvát alapító 16 család először a Sárospatak melletti Somlyód-hegy oldalában szállt meg, később behúzódtak a jelenlegi szélvédettebb helyre, a hegyek alá, ahol előbb kiirtva az erdőt, házakat építettek maguknak. Az állami adóktól 6 évig, a földesúri szolgáltatás alól 3 évig kaptak mentességet, s a kiirtott területeken hozzákezdtek a földműveléshez.
Mindez az 1750-es évek első felében történt. Dujardin báró, a jószágigazgató 1752. július 11-én kötött szerződést a betelepültekkel. A családok 15 hold földet és kaszálót kaptak. 1752-ben már kocsmát és egy közös sütőkemencét építettek, 1777-ben pedig templomot. Nagyon nehezen éltek, többen visszaszöktek Németországba, áttelepülés is volt a három község között, s 1785-ben újabb családok is érkeztek Németországból.
Az 1770-es években történt az országban az úrbérrendezés. A falunak ekkor semmilyen urbáriuma nem volt, nem jobbágyoknak, hanem „szabadmenetelű” embereknek vallották magukat. A Trautsohn-családnak 1776-ban magvaszakadván ugyanis az uradalom ismét a kincstárra szállt, s annak kezén maradt 1806-ig. Ekkor szerezte meg a birtokot herceg Bretzenheim Ferdinánd, aki Lindau melletti birtokáról költözött ide.
Az 1784-1787-es népszámlálás szerint 233 fő (113 nő és 120 férfi) élt a faluban, 42 házban. A lakosok szántóföldi gazdálkodással, szőlőműveléssel, állattartással foglalkoztak, és követ bányásztak a Kapitány-völgyben. A határok pontos megállapítása híján a pereskedések a patakiakkal folyamatosak voltak a legeltetés, az erdő- és a bányahasználat körül. A két közeli sváb falu, Károlyfalva és Hercegkút nemegyszer összefogott jogainak védelmében. A sok huzavona csak az 1848 utáni úrbéri megváltással ért véget.
Miután földjüket megválthatták földesuruktól, elkezdődött a község független élete.
1851-ben 480 lakosa volt a falunak, határa 385 hold volt.
1863-ban iskolát építtettek, 1877-ben pedig a kis fatornyos templom helyett nagyobb kőtemplomot. A falu szépen gyarapodott, annak ellenére, hogy sok bajjal kellett megküzdeniük: 1890-ben a filoxéra kipusztította a szőlőket, sáskasereg a veteményeket. 1891-ben és 1894-ben tűzvész pusztított. Országos adományokból és biztosításból újjáépült szinte az egész falu. 1898-ban harangot is vásároltak a templomba. A szép gyarapodás a szorgalom mellett a belterjes gazdálkodásnak, s a két város közelségének is volt köszönhető, ahol termelvényeiket mindig jól értékesíthették.

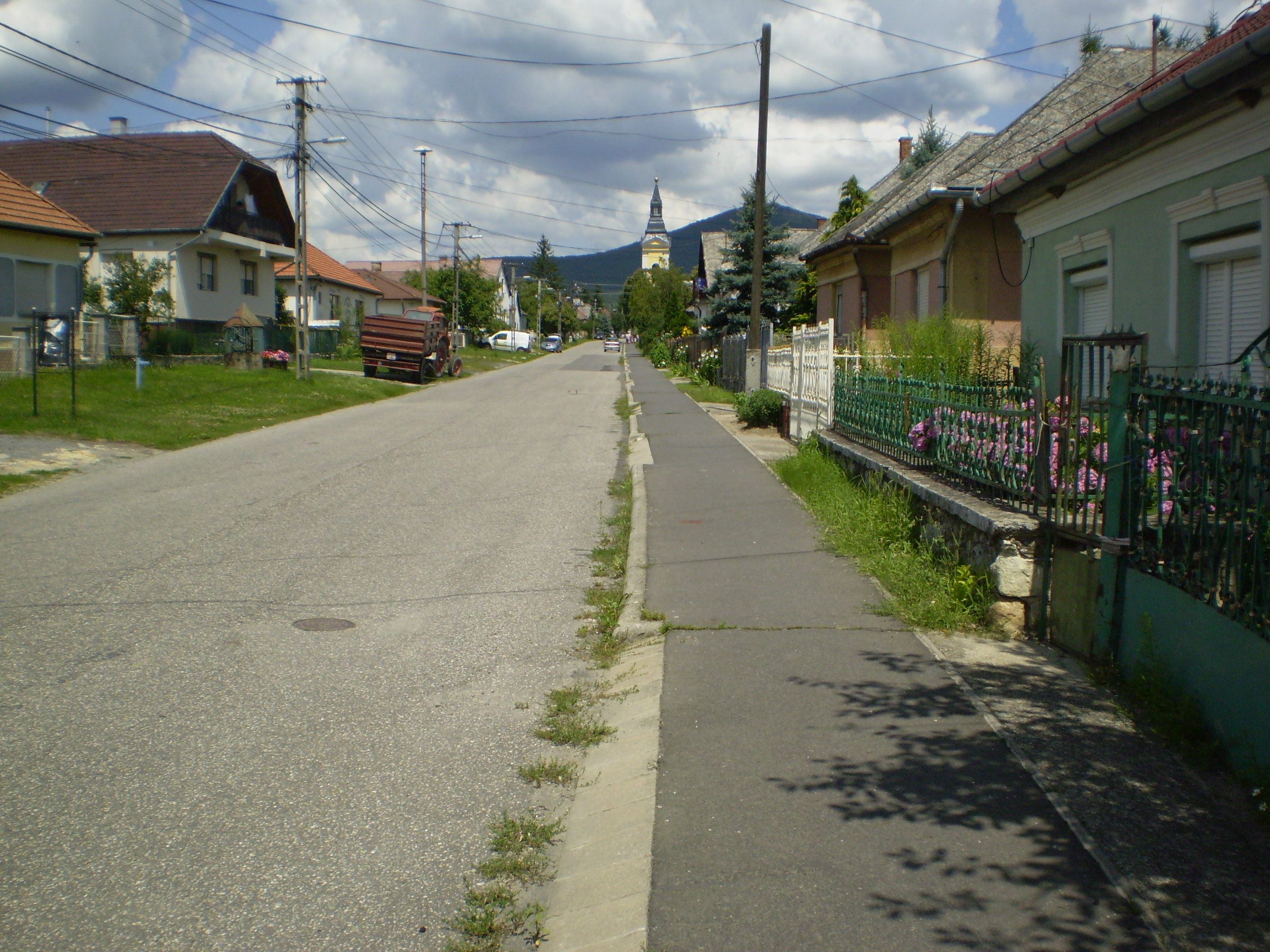
Rákóczi utca, 2017

A község élén a bíró állt, aki a körülményekhez képest ügyeskedve igyekezett a falu dolgait a gazdák érdekében a legjobban intézni. 1925-ben bolt épült, mely a Hangya szövetkezethez tartozott. 1936-ban és 1937-ben erdőt vásároltak a pataki határból. melyet közösen műveltek az erdőbirtokosság keretében. 1936-ban megépült a bekötőút és a Károlyfalvát Rudabányácskával összekötő út. 1943-ban bevezették a villamos áramot.
A századelőn többen kivándoroltak az országos hullámmal Amerikába az anyagi gyarapodás reményével. A világháborúk a faluból is megszedték áldozataikat: az elsőben 13, a másodikban 18 fő esett áldozatul. A falun 1944 decemberében vonult át a front.
1945. április 5-én az elöljárók esküt tettek a Magyar Köztársaság szolgálatára.[forrás?] Pártok alakultak: kisgazda, szociáldemokrata és kommunista párt. Tagjaikból alakult meg az új képviselő-testület. 1947-ben arról döntöttek, hogy a falu nemzetiségét véglegesen magyarként állapítsák meg, ezzel elkerülendő a lehetséges konfliktusokat és a kitelepítést. 1950-ben megalakult az önálló tanács.
Földigénylő bizottság is alakult, és megtörtént a földosztás. Ezt követően a gazdaságok több mint fele 5-10 holdas, 1/4-e 0-5 holdas, 1/5-e 10-20 holdas, 1/5-e 20 holdnál nagyobb területű lett.
1956. október 29-én a Borsodmegyei Munkástanács felhívására a faluban megalakították a Nemzetőrséget és a nemzeti tanácsot, de a forradalom napjaiban nem történt semmi rendkívüli.
1958-ban a lakosok adójából tanácsházát építtettek. Az épületben orvosi rendelő is helyet kapott, később ide költözött a posta is. A tanácsházán könyvtár is működött, és vasárnap esténként mozivetítés volt. A nagyterem kis színpaddal a falu rendezvényeinek adott helyet (bálok, színielőadások, gyűlések, ünnepségek). 1960-ban megalakult a Szorgalom Termelőszövetkezet 120 taggal. Istállót építettek, a földeket összeszántották, vettek két traktort, szőlőt telepítettek. Négy év önállóság után a sátoraljaújhelyi Új Erő Termelőszövetkezethez csatlakoztak. Ezt követően csökkent a tagság, és a tevékenység eredményessége is.
Az 1970-80-as években a mezőgazdaságban szinte csak az asszonyok maradtak, a keresők többsége az iparban és a szolgáltatásban dolgozott a közeli városokban. Az iskola is megszűnt fokozatokban, a gyerekek Újhelyben tanulnak, s az iskolából óvoda lett.
Az önálló tanács 1985-ben megszűnt, és közigazgatásilag Sátoraljaújhely város részévé vált a község. Ez az infrastruktúra fejlődését hozta. A hiányérzet mégis megvan az emberekben, hogy nem a falu intézi a maga sorsát.[forrás?]
Az erő eddig a német kisebbségi önkormányzat létrehozására volt elég. A kisebbségi önkormányzat mindenekelőtt a nemzetiségi kultúra felélesztésén, ápolásán fáradozik, tánccsoport és énekegyüttes működtetésével, kulturális rendezvények szervezésével. Ehhez az anyagi feltételeket is igyekeznek megteremteni: a Faluházzá újított tanácsházához korszerűsítve hozzákapcsolták az önkormányzat helyiségét, szabadtéri színpadot építettek, és falumúzeum berendezését is tervezik.
A hagyományos paraszti életforma felbomlásával a falu zártsága is megszűnt.
2001-ben ünnepelte a falu betelepülésének 250. évfordulóját. Ebből az alkalomból készült el a falu monográfiája Hauser Zoltán alkotó-szerkesztő munkájának eredményeként Carolfalve Karlsdorf Károlyfalva címmel (Károlyfalva, 2001), melynek alapján készült ez a történeti összefoglaló.
2001-ben a lakónépesség 319 fő, a lakások száma 144 volt.
2011-ben a lakónépesség 317 fő, a lakások száma 148 volt 

## Látnivalók
- Megyer-hegyi tengerszem (hajdani malomkőbánya) a Megyer-hegyen
- Rákóczi-fa a Hosszúhágón
- Szép kirándulóhelyek, turistaútvonalak a környékbeli erdőkben
- Pincesorok
- A településen áthalad az Országos Kéktúra.